# Олюбенцы
Олюбенцы — тундренная племенная группа юкагиров по нижнему течению Индигирки. Этимология этнонима не ясна. На момент вхождения в контакт с русскими первопроходцами племя возглавляли князцы, братья Морле и Бурулга. Вымерли в результате оспенных эпидемий во второй половине XVII века.